# Зайнуков, Магомед Бекшиевич
Магомед Бекшиевич Зайнуков  (2 января 1995 года, Чанко, Ботлихский район, Дагестан, Россия) — российский тайбоксер и кикбоксер, Заслуженный мастер спорта. Двукратный чемпион Мира по тайскому боксу среди любителей, чемпион Европы, многократный чемпион России, 6-кратный чемпион Дагестана.

## Биография
В 9-летнем возрасте родители отдали Магомеда в секцию ушу-саньда. Юный спортсмен попробовал себя так же в боксе, и в борьбе, традиционных видах спорта для дагестанских мальчишек. Спустя 2 года в 11-летнем возрасте занялся тайским боксом, этому спорту посвятил основную часть жизни. Всю спортивную карьеру тренируется у одного тренера Ибрагима Хидирова, который воспитал плеяду чемпионов России, Мира и Европы по тайскому боксу и кикбоксингу, в том числе чемпион Мира по тайскому боксу Гаджи Меджидов и чемпион Мира One Championship в разделе кикбоксинг Алаверди Рамазанов.
Образование: получает высшее экономическое образование в Московском экономическом институте.

## Спортивная карьера
Дебютировал на соревнованиях по тайскому боксу в 2009 году. Первые успехи в составе сборной России пришли в 16 лет, когда выступил на Чемпионате Мира по тайскому боксу 2012 года, организованном совместно ФТБР и IFMA, в Санкт-Петербурге, как тестовое мероприятие перед Всемирными Играми боевых искусств SportAccord 2013. На этих крупных международных стартах сборная России заняла первое командное место. Свой вклад в эту победу внес и Магомед, завоевав бронзовую медаль среди юниоров в очень конкурентной весовой категории до 63,5 кг. Является двукратным чемпионом мира по тайскому боксу  среди любителей. Обе золотые награды получены подряд на чемпионатах мира по тайскому боксу 2015 и 2016 года в весовой категории до 67 кг. В 2015 году номинирован на премию «Человек года».
Команда: кизлярская детско-юношеская спортивная школа г. Кизляр 

По совокупности достижений присвоили звание Заслуженных тренера и мастера спорта Ибрагиму Хидирову и Магомеду Зайнукову одновременно в 2017 году после очередного достижения завоевания бронзовой награды на Чемпионате Мира по тайскому боксу 2017 в Минске.
С 2017 года сделал акцент на профессиональной спортивной карьере. Большинство профессиональных поединков провел в Китае. В конце 2018 года на мероприятии организованном Федерацией тайского бокса России завоевал престижный титул Интерконтинентального чемпиона по версии WMC, одолев именитого тайбоксера Судсакорна Сор Клинми. С победой над столь сильным соперником вошел в элиту мирового муайтай.
В 2019 принял вызов побороться за тот же титул в другой весовой категории на Битве Чемпионов – 11, и досрочно закончил поединок над иранцем.

## Спортивные достижения

### Достижения в любительском тайском боксе[9]
- - 2017 Бронзовый медалист Чемпионата Мира по тайскому боксу IFMA в 67кг
- - 2016 Чемпион Мира по тайскому боксу IFMA в 67 кг
- - 2015 Чемпион Мира по тайскому боксу IFMA в 67 кг
- - 2015 Обладатель Кубка России по тайскому боксу в 67 кг
- - 2014 Чемпион России по тайскому боксу в 67 кг
- - 2014 Бронзовый медалист Чемпионата Мира по тайскому боксу IFMA в 67 кг
- - 2014 Обладатель Кубка России по тайскому боксу в 67 кг

### Достижения в профессиональном спорте
- - 2019 Интерконтинентальный Чемпион по муайтай WMC в 72 кг.
- - 2018 Интерконтинентальный Чемпион по муайтай WMC в 70 кг

## Социальные сети
- Instagram: zaynukov_magomed
- Facebook: Магомед Зайнуков
- VK: Магомед Зайнуков

## Видео
- 2019 визитка к титульному бою Битвы Чемпионов – 11 SHANDESIGN.PRO
- 2018 Большое интервью телеканалу ННТ Тв Телеканал ННТ
- 2016 Выпуск Бруталити телеканала Продвижение Телеканал Продвижение